# 邁丹-科皮先西基
51°31′22″N 27°51′38″E / 51.52278°N 27.86056°E
邁丹-科皮先西基（烏克蘭語：Майдан-Копищенський），是烏克蘭北部的村莊，隸屬日托米爾州的科羅斯滕區。該村始建於1801年，面積1.73平方公里，海拔高度158米，2001年人口356，人口密度每平方公里205.78人。